# Bondo (Côte d'Ivoire)
Pour les articles homonymes, voir Bondo.
Bondo est une ville et une commune de Côte d'Ivoire. Elle est située au nord-est de la Côte d'Ivoire, dans le District du Zanzan, près de la frontière avec le Ghana, à 603 km au nord d'Abidjan. Elle se situe dans le Département de Bondoukou.

## Administration
Une loi de 1978 a institué 27 communes de plein exercice sur le territoire du pays.
| Date d'élection | Identité | Parti    | Qualité         | Statut |
| --------------- | -------- | -------- | --------------- | ------ |
| 1960            |          | PDCI-RDA | Homme politique | élu    |
| 1980            |          | PDCI-RDA | Homme politique | élu    |
| 1985            |          | PDCI-RDA | Homme politique | élu    |
| 1990            |          | PDCI-RDA | Homme politique | élu    |
| 1995            |          | PDCI-RDA | Homme politique | élu    |
| 2001            |          |          | Homme politique | élu    |

## Villes voisines
- Nassian
- Tabagne
- Laoudi-Ba